# Costa de Almería

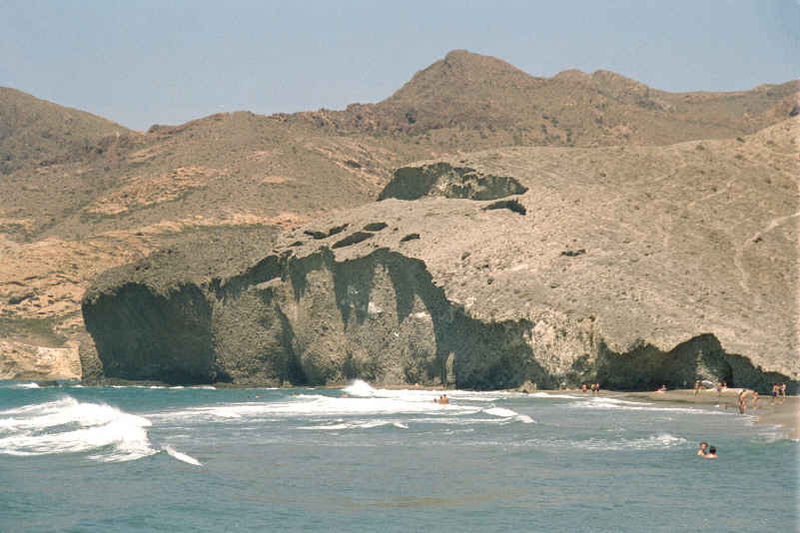
Cabo de Gata

Die Costa de Almería ist die tourismusgeographische Bezeichnung für  einen spanischen Küstenabschnitt in der gleichnamigen Provinz im Südosten der iberischen Halbinsel. Sie bildet die Landgrenze des „Golfs von Almería“. Anlaufpunkt ist der Flughafen von Almería. 
Die Küste mit einer Fläche von 8.774 km² ist ein einziger landschaftlicher Gegensatz: Weite Strände und kleine Buchten liegen wüstenähnliche Gebieten und fruchtbaren Vegetation gegenüber. Auch der Tourismus steht im Gegensatz zu den fast unbewohnten Naturlandschaften. Bekannt sind Roquetas de Mar, Carboneras, Mojácar und das große Naturistenferiendorf in Vera, zwischen Almería und Cartagena gelegen.